# 9×17 Browning
9×17 Browning (znan tudi kot 9 mm kratki, .380 ACP ali 9 mm Browning) je pištolski naboj, ki ga je leta 1908 v Belgiji razvil Američan John Moses Browning.
Z uporabo pištole FN M1910, ki je uporabljala tak naboj je Gavrilo Princip 28. junija 1914 izvedel atentat na avstro-ogrskega prestolonaslednika Franca Ferdinanda in posledično pričel prvo svetovno vojno.